# Brod (obwód Chaskowo)
Brod (bułg. Брод) – wieś w południowej Bułgarii, w obwodzie Chaskowo, w gminie Dimitrowgrad.
Wieś położona 7 kilometrów na zachód od Dimitrowgradu, nad lewym brzegiem Maricy. Tereny wokół wsi są płaskie i lekko pagórkowate oraz występują tu czarnoziemy.